# Prunus omissa
Prunus omissa es una especie de planta del género Prunus, perteneciente a la familia Rosaceae.

## Taxonomía
Prunus omissa fue descrita por Bernhard Adalbert Emil Koehne en 1915.

## Distribución
Se encuentra en el territorio centro-oeste de Brasil y Paraguay.